# Life Goes On〜like nonstop music〜
「Life Goes On〜like nonstop music〜」（ライフ・ゴーズ・オン〜ライク・ノンストップ・ミュージック〜）は、2014年2月26日に発売された槇原敬之44枚目のシングル。発売元はBuppuレーベル。

## 概要
「四つ葉のクローバー」以来約1年4ヶ月ぶり。
表題曲はフジテレビ系情報番組『ノンストップ!』テーマソング。ジャケットにはタイトル曲のタイアップ先である『ノンストップ!』のスタジオが使用され、同番組に出演しているバナナマンの設楽統が参加。ジャケット撮影の模様は発売日・2月26日「ノンストップ!」内で放送。C/Wは鈴木おさむが脚本、宮本亜門が演出を務め、槇原の曲で構成されたミュージカル『愛の唄を歌おう』のため、書き下ろされた同ミュージカルのテーマソング。

## 収録曲
作詞・作曲・編曲：槇原敬之
1. Life Goes On〜like nonstop music〜
2. 君への愛の唄
3. Life Goes On〜like nonstop music〜（Backing Track）
4. 君への愛の唄（Backing Track）